# Punceres (khu tự quản)
Punceres là một khu tự quản thuộc bang Monagas, Venezuela. Thủ phủ của khu tự quản Punceres đóng tại Quiriquire. Khự tự quản Punceres có diện tích 651 km2, dân số theo điều tra dân số ngày 21 tháng 10 năm 2001 là 24175 người.